# 深津智義
深津 智義（ふかづ ともよし、1978年11月19日 - ）は、日本の男性声優。栃木県出身。

## 人物
プロ・フィット声優養成所第4期卒。
以前はエーエス企画、オフィス薫に所属していた。
音域はテノール。趣味はギター、ジャグリングのポイ、カラオケ、懸賞。特技は空手。

## 出演

### テレビアニメ
2002年
- HAPPY★LESSON（男子生徒）

2006年
- 史上最強の弟子ケンイチ（不良）

2007年
- Kanon（第2作）（観客）
- 獣神演武 HERO TALES（僧兵）

2008年
- クラス・オブ・ミュージック!（フィリー・フィル）
- テイルズ オブ ジ アビス（整備兵）
- ドラえもん（テレビ朝日版第2期）（門番B）
- ネットゴーストPIPOPA（ひかるの父、関原貴志、ヤクスン、発券員）

2009年
- アラド戦記 〜スラップアップパーティー〜（市長）
- NARUTO -ナルト- 疾風伝（砦の四人、木の葉の暗部の忍、若い男〈農民〉）

2010年
- 銀魂（男B、野良猫A）
- GIANT KILLING（石浜修）

### 劇場アニメ
2007年
- 映画ドラえもん のび太の新魔界大冒険 〜7人の魔法使い〜（二ツ星A）

2010年
- ジュノー（エチオピア兵）

### ゲーム
- 出撃!! 乙女たちの戦場2〜天翔ける衝撃の絆〜（伊藤光一）
- スズノネセブン! 〜Rebirth knot〜（代官山十四郎）
- NARUTO -ナルト- 疾風伝 ナルティメットアクセル3（木ノ葉の忍）
- 太鼓の達人どんとかつの時空大冒険（タイムダイン教授）
- 恋愛0キロメートル Portable（矢崎雅人[6]）
- 7人の賢者と錬金術師（海底都市管理人）

### 吹き替え
- ウェイバリー通りのウィザードたち（ジーク・ビーカーマン）
- ヴェロニカ・マーズ（ビーバー）
- エデンの東
- オーストラリア
- カシミアマフィア
- 気分はぐるぐる
- コールドケース5 #1
- THE TUDORS〜背徳の王冠〜
- CSI:ニューヨーク7（トム・レイノルズ）
- ステップ・アップ3（ムース）
- ステップ・アップ4: レボリューション（ムース）
- 太王四神記
- ハリー・ポッターと謎のプリンス
- 4400 未知からの生還者
- BONES3 #1（ジェイソン・ハークネス）
- レット・イット・シャイン（クリス）
- 恋愛ルーキーズ
- くもりときどきミートボール
- アバター伝説の少年アン（ズーコ王子）

### サウンドノベル
- ホラーサウンドノベル　隣人（内山信一）